# Luis García Meza Tejada
Luis García Meza Tejada (La Paz, 8 agosto 1929 – La Paz, 29 aprile 2018) è stato un generale e politico boliviano, è stato Presidente della Bolivia e dittatore dal 17 luglio 1980 al 4 agosto 1981.

## Biografia

### Il "golpe della cocaina"
Nel luglio 1980 depose la presidente Lidia Gueiler Tejada con un colpo di stato, passato alla storia come "golpe della cocaina" perché godette dell'appoggio determinante di narcotrafficanti come Roberto Suárez Gómez. Con l'aiuto del SIDE (i servizi segreti della dittatura militare argentina) e dei paramilitari neonazisti soprannominati "i fidanzati della morte" e guidati da Klaus Barbie (criminale di guerra nazista che viveva in Bolivia sotto il falso nome di Klaus Altmann), compi arresti, omicidi e torture di oppositori politici e sindacalisti. Sotto la sua presidenza, il debito estero della Bolivia crebbe a dismisura e, perciò, nel settembre 1981 venne costretto alle dimissioni dalla giunta militare e sostituito dal generale Celso Torrelio Villa.